# Lijst van personen uit Salvador
Deze lijst van Soteropolitanos geeft een (incompleet) overzicht van "bekende" personen die geboren zijn in de Braziliaanse stad Salvador.

## Geboren in Salvador

### Voor 1900
- José de Costa Carvalho (1796-1860), premier van Brazilië
- José Carlos Pereira de Almeida Torres (1799-1856), premier van Brazilië
- José Maria da Silva Paranhos (1819-1880), premier van Brazilië
- Custódio de Melo (1840-1902), militair en politicus
- Ruy Barbosa de Oliveira (1849-1923), politicus, diplomaat en schrijver
- José Joaquim Seabra (1855-1942), politicus
- Rodolfo Amoedo (1857-1941), kunstschilder

### 1900–1959

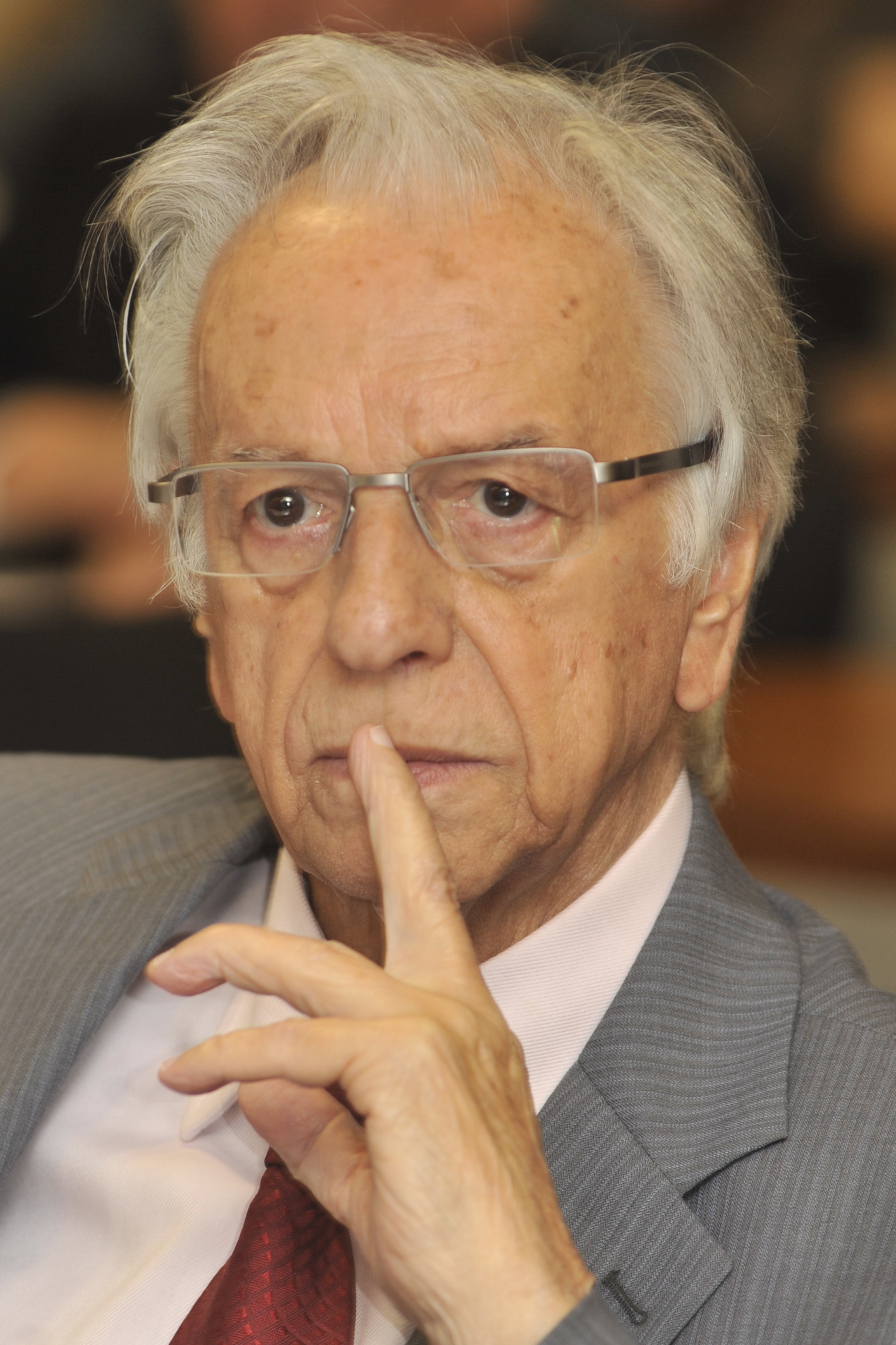
President Itamar Franco (1930-2011)

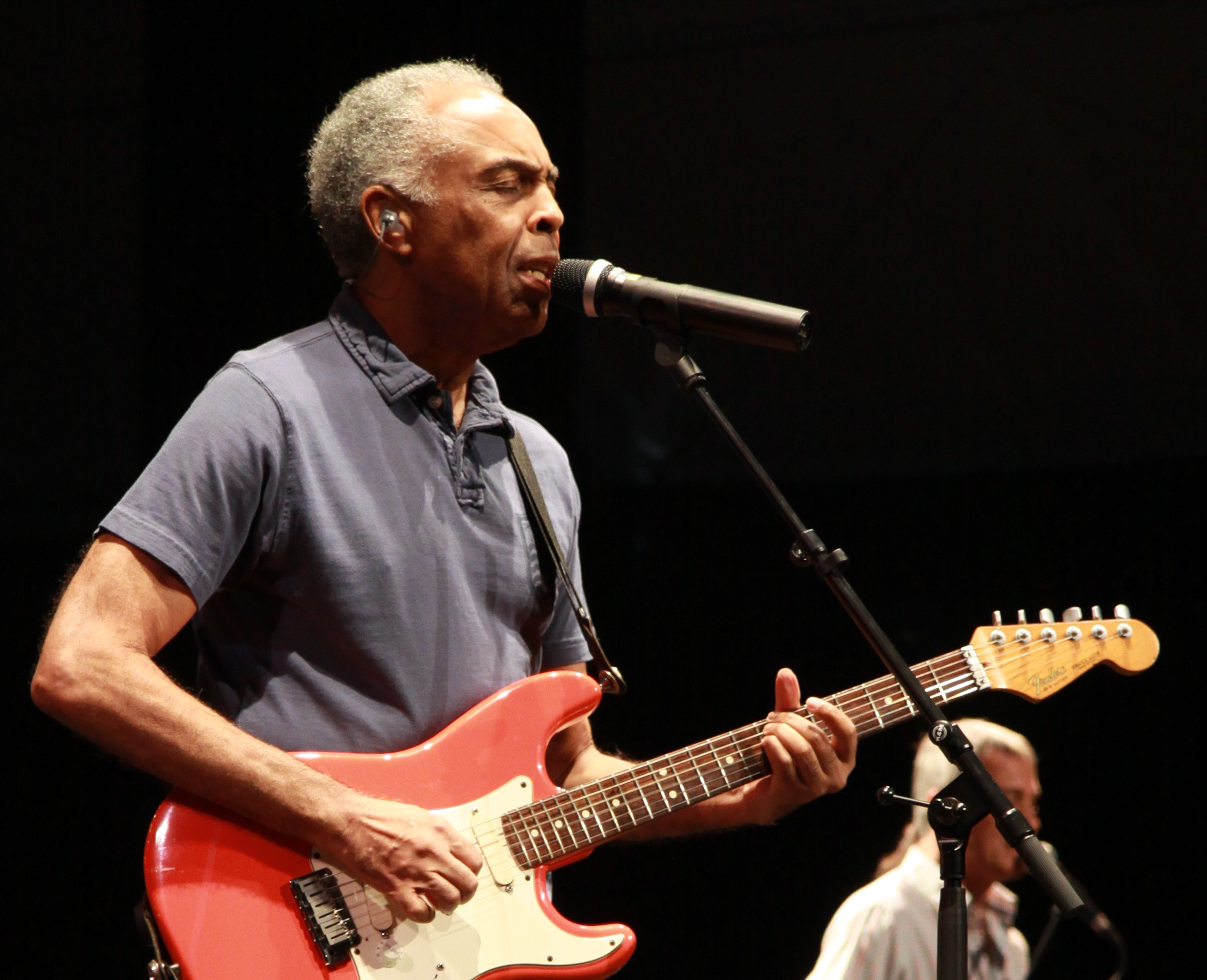
Zanger, gitarist en minister Gilberto Gil (1942)

- Carlos Marighella (1911-1969), politicus, schrijver en revolutionair
- Dorival Caymmi (1914-2008), zanger, componist, gitarist, kunstschilder en acteur
- Manuel Marinho Alves, "Maneca" (1926-1961), voetballer
- Itamar Franco (1930-2011), president van Brazilië (1992-1995)
- Zózimo Alves Calazans, "Zózimo" (1932-1977), voetballer en voetbaltrainer
- Astrud Gilberto (1940-2023), Braziliaans-Amerikaans zangeres
- Gilberto Gil (1942), zanger, gitarist en componist, voormalig minister van Cultuur onder president Lula
- Gal Costa (1945-2022), zangeres
- André Catimba (1946-2021), voetballer
- Cristina Ortiz (1950), pianiste

### 1960–1979
- Carlinhos Brown (1962), muzikant

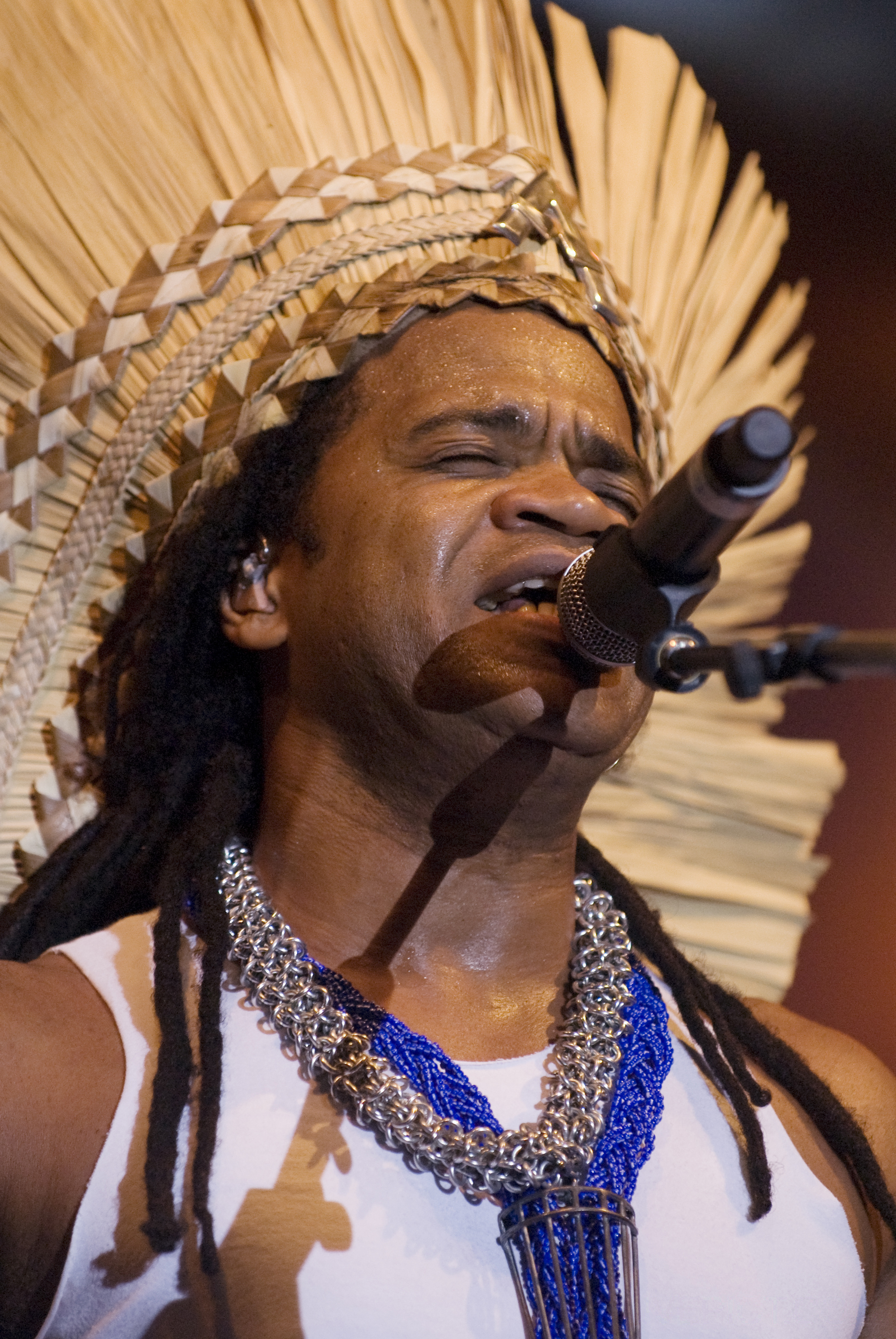
Muzikant Carlinhos Brown (1962)

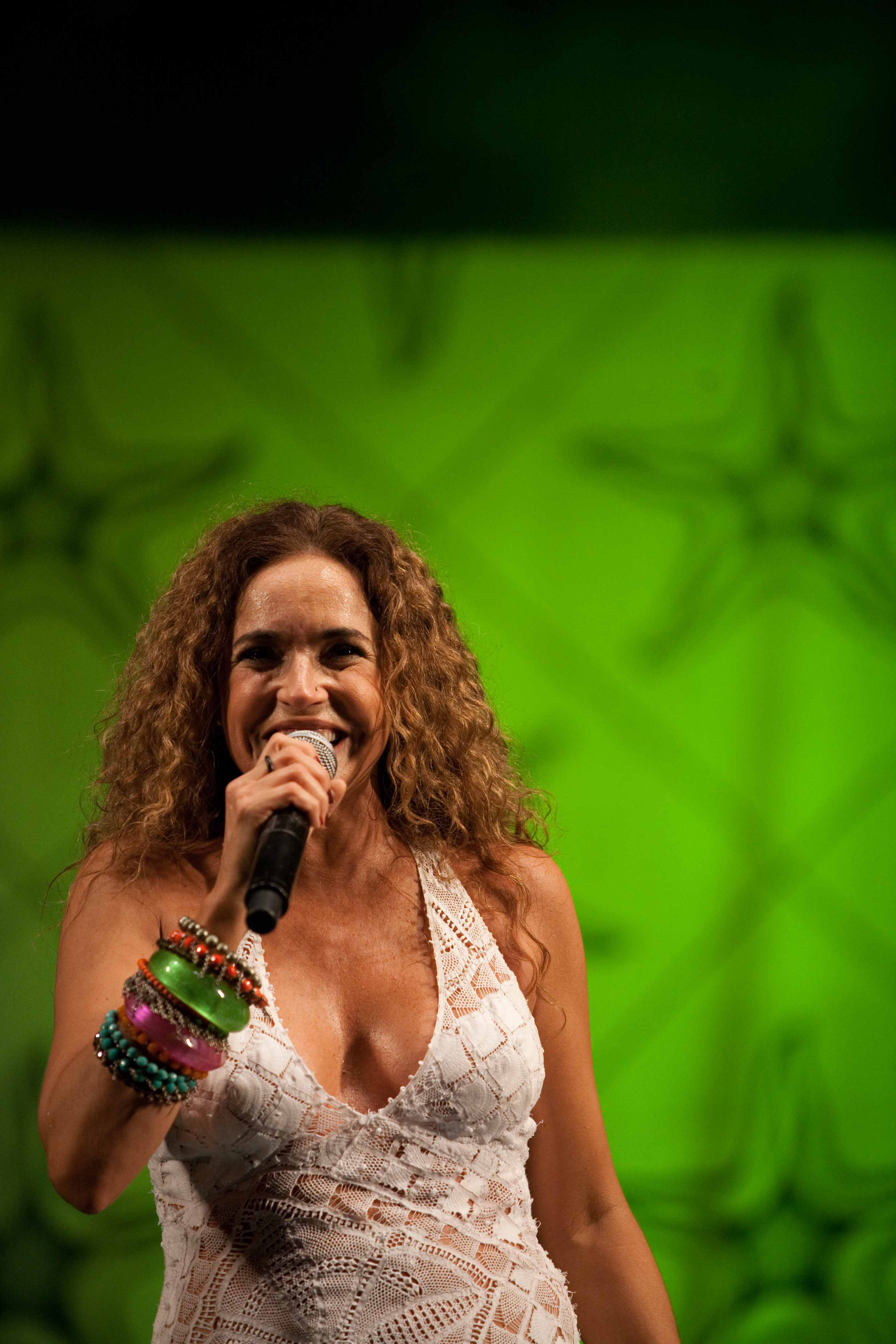
Zangeres Daniela Mercury (1965)

- Rui Costa (1963), gouverneur van Bahia[1]
- José Roberto Gama de Oliveira, "Bebeto" (1964), voetballer
- Daniela Mercury (1965), zangeres
- Paulão (1969), beachvolleyballer
- Paulo Emilio (1969), beachvolleyballer
- Edílson da Silva Ferreira, "Edílson" (1971), voetballer
- Marcelo Ramos (1973), voetballer
- Ricardo Santos (1975), beachvolleyballer
- Jefferson Bellaguarda (1976), Braziliaans-Zwitsers beachvolleyballer
- Denílson Martins Nascimento, "Denílson" (1976), voetballer
- Wagner Moura (1976), acteur
- Lyoto Machida (1978), vechtsporter
- Miraildes Maciel Mota, "Formiga" (1978), voetbalster
- Alan Osório da Costa Silva, "Alan'' (1979), voetballer

### 1980–1999
- Adriana Lima (1981), model
- Robert de Pinho de Souza, "Robert" (1981), voetballer
- Adriano Pereira da Silva (1982), voetballer
- Bonfim Costa Dante (1983), voetballer
- Leandro do Bomfim (1984), voetballer
- Edcarlos Conceição Santos, "Edcarlos" (1985), voetballer
- Yrius Carboni (1986), voetballer
- Claudemir Domingues de Souza, "Claudemir" (1988), voetballer
- Amanda Nunes (1988), vechtsportster
- Ana Marcela Cunha (1992), zwemster
- Sebastião de Freitas Couto Júnior, "Sebá" (1992), voetballer
- Walace Souza Silva, "Walace" (1995), voetballer
- Hebert Conceição (1998), bokser
- Lucas Ribeiro (1999), voetballer